# Махинджаури (станция)
Махинджау́ри (груз. მახინჯაური) — железнодорожная станция Грузинской железной дороги, расположенная в пригороде Батуми — Махинджаури.

## Описание
Расстояние до станции Батуми-Пассажирская — 2 км, до станции Батуми-Сортировочная — 4 км. Является одной из шести железнодорожных станций на территории Аджарии наряду со станциями Очхамури, Кобулети, Чакви, Батуми-Пассажирская и Батуми-Сортировочная.
Здание вокзала имело три билетных кассы, зал ожидания, балкон на втором этаже и служебные помещения, однако, в данный[когда?]

 момент здание вокзала закрыто для пассажиров.

## История
Открыта в 1883 году.
Станция стала основным пассажирским вокзалом для жителей Батуми после ликвидации перегона от станции Батуми-Сортировочная до прежнего вокзала города Батуми в 1996 году.
Поскольку станционное здание царской постройки не могло вместить возросшее количество пассажиров и обеспечить им комфортное пребывание на станции в ожидании поезда, в 2006 году было построено новое вокзальное здание в современном стиле, которое обошлось в 3 миллиона долларов.
В мае 2010 года на станции была проведена презентация нового проекта «Скоростная железная дорога — из Тбилиси в Батуми за 3 часа». На территории станции были заменены пути на более современные, позволяющие поездам развивать максимальную скорость до 120 км/ч. Также общественности были представлены новые электропоезда ВМК производства АО «Вагоностроительная компания». На презентации присутствовали генеральный директор Грузинской железной дороги Ираклий Эзугбая и тогдашний президент Грузии Михаил Саакашвили.
До открытия станции в центре Батуми в 2015 году Махинджаури была конечной для дневных и ночных пассажирских поездов сообщением Батуми — Тбилиси и Тбилиси — Батуми. Во время курортного сезона она также являлась конечным пунктом следования поезда Ереван — Батуми. Так как на станции всего два пути, то пассажирские вагоны отстаивались на станции Чакви, либо на Батуми-Сортировочной.
На станции останавливаются пригородные электропоезда сообщением Батуми — Кутаиси и Кутаиси — Батуми, а также Батуми — Озургети и Озургети — Батуми. Электропоезда также отстаиваются на территории станции Батуми-Сортировочная.